# Nergüjn Enchbat
Nergüjn Enchbat (mong. Нэргүйн Энхбат, translit. Nergüin Enkhbat; ur. 19 marca 1962 w Ułan Bator, zm. 6 kwietnia 2022) – mongolski bokser, kategorii lekkiej. W 1988 roku na letnich igrzyskach olimpijskich  w Seulu zdobył brązowy medal.